# رائول
رائول گونزالس بلانکو (به اسپانیایی: Raúl González Blanco) (زادهٔ ۲۷ ژوئن ۱۹۷۷) که با نام رائول مشهور شده؛ بازیکن فوتبال بازنشسته و مربی فوتبال اسپانیایی است که هدایت رئال مادرید کاستیا را به عنوان تیم دوم باشگاه رئال مادرید برعهده دارد. رائول اغلب دوران فعالیت‌اش را در پست مهاجم برای رئال مادرید و تیم ملی اسپانیا بازی می‌کرد و یکی از بهترین بازیکنان تاریخ باشگاه رئال مادرید و فوتبال اسپانیا به‌شمار می‌رود.
رائول فوتبال را از ردهٔ جوانان در آکادمی رئال مادرید ادامه داد و در سال ۱۹۹۴ بازی حرفه‌ای را با تیم سوم این باشگاه شروع کرد. او سپس به تیم بزرگسالان رئال رفت و اکثر دوران فوتبالی خود را در تیم رئال مادرید سپری کرد. او با ۳۲۳ گلِ زده، سومین گلزن تاریخ رئال مادرید، و نیز با ۲۲۸ گل در لالیگا چهارمین گلزن تاریخ این جام است. رائول سه بار فاتح لیگ قهرمانان اروپا است که در دو فینال موفق به گلزنی شده و یکی از بهترین گلزنان تاریخ این رقابت‌ها به‌شمار می‌رود. او همچنین با رئال، شش بار در لالیگا و چهار بار در سوپرجام اسپانیا به قهرمانی رسیده‌است. رائول با ۷۴۱ بازی، بیشترین آمار بازی در رئال مادرید را دارد و از سال ۲۰۰۳ تا ۲۰۱۰ کاپیتان این تیم بود.
رائول در فوتبال کشور اسپانیا پس از آندونی زوبیزارتا، بیشترین آمار بازی ملی را دارد. او سه جام جهانی و دو جام ملت‌های اروپا را با اسپانیا تجربه کرد و با ۴۴ گل در ۱۰۲ بازی دومین گلزن ملی اسپانیا است. نام رائول به‌عنوان یکی از بازیکنان برگزیدهٔ فوتبال به انتخاب پله، در لیست فیفا ۱۰۰ حضور دارد.
رائول در تاریخ ۲۸ ژوئیه ۲۰۱۰، پس از ۱۶ سال عضویت در رئال مادرید، با امضای قراردادی دو ساله از این باشگاه جدا شده و به تیم شالکه ۰۴ پیوست. او در طول دو فصل حضورش در شالکه، ۲۸ بار در بوندس‌لیگا گلزنی کرد و با شالکه برنده سوپر جام آلمان و جام حذفی آلمان شد. رائول در سال ۲۰۱۲ به تیم السد قطر رفت و با السد نیز قهرمان لیگ ستارگان قطر شد. او سرانجام پس از پیوستن به نیویورک کاسموس در ۱۶ نوامبر ۲۰۱۵، با کسب بیست و دومین قهرمانی دوران حرفه‌ای خود از فوتبال کناره‌گیری کرد.

## باشگاه‌ها

### رئال مادرید اسپانیا

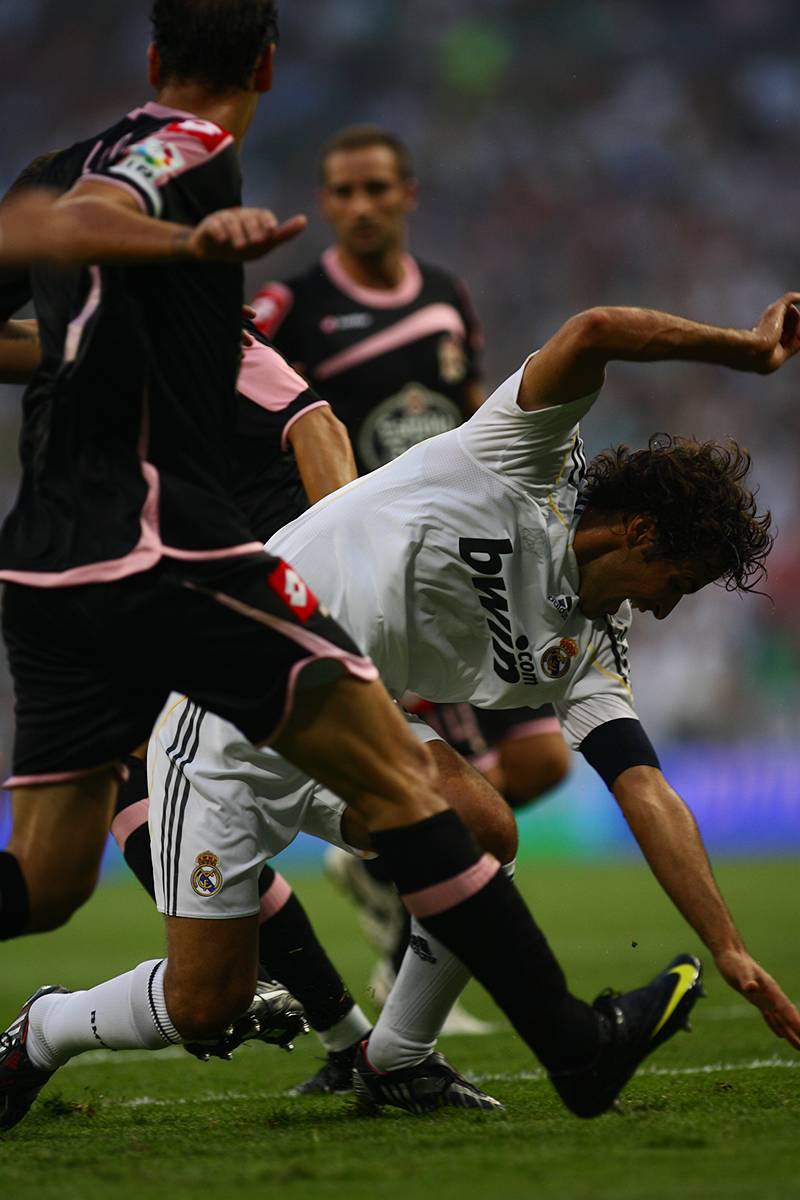
رائول سال ۲۰۰۹ با بازوبند کاپیتانیِ تیم رئال درحالی دیده می‌شود که تعادلش را از دست داده‌است.

هرچند رائول بازیش را در تیم پایه باشگاه رقیب، یعنی اتلتیکو مادرید شروع کرد اما، نخستین بازیش را در تیم سوم رئال مادرید و در سال ۱۹۹۴ تجربه کرد. جایی که خورخه والدانو با توجه به زدن ۱۶ گل از رائول در ۹ بازی در تیم سوم رئال مادرید، به وی فرصت بازی داد و رائول با زدن گل در دربی با تیم اتلتیکو مادرید، به جوانترین بازیکن تاریخ بدل شد که در این بازی گل زده‌است (با ۱۷ سال سن). رائول در فصل اول حضورش در رئال مادرید، ۹ گل به ثمر رساند تا شاهد اولین قهرمانیش با این تیم باشد. در طی هشت سال بعدی بازی وی در رئال، رائول به افتخارات زیادی دست یافت. از جمله ۳ مقام قهرمانی دیگر در لیگ اسپانیا و ۳ عنوان قهرمانی در لیگ قهرمانان اروپا و در اکثر این رقابت‌ها، رائول در کنار زوج مکمل خودش «فرناندو مورینتس» (و بعدها رونالدو نازاریو) نقش زیادی در پیروزی و گل‌های تیمش داشت. پس از رفتن «فرناندو هیرو» از تیم رئال، بازوبند کاپیتانی به رائولی رسید اما هرگز نتوانست جام حذفی اسپانیا را بالای سر ببرد.
در سپتامبر ۲۰۰۵ و بازی در برابر تیم المپیاکوس، رائول به اولین بازیکن تاریخ تبدیل شد که موفق شده بود ۵۰ گل در رقابت‌های لیگ قهرمانان اروپا به ثمر برساند؛ و بعدها نیز با زدن ۶۶ گل به عنوان بهترین گلزن تاریخ این رقابت‌ها دست یافت و اکنون با ۱۲۸ بازی، از نظر تعداد بازی نیز در این رقابت‌ها، حرف اول را می‌زند. رائول همچنین به نخستین بازیکنی تبدیل شد که در دو فینال لیگ قهرمانان اروپا، گل زده‌است. وی ابتدا در بازی برابر تیم والنسیا که با برد ۳–۰ تیم رئال همراه بود، موفق به گلزنی شد و سپس در بازی برابر تیم بایر لورکوزن موفق شد با گلزنی به همراه زین الدین زیدان، سومین قهرمانی خود را در لیگ قهرمانان اروپا را بدست بیاورد. ساموئل اتوئو تنها بازیکنی است که توانسته همانند رائول، در دو فینال گلزنی کند.
در نوامبر ۲۰۰۸، رائول با هتریک خود در برابر تیم رئال یونیون، موفق شد ۳۰۰مین گل خود را برای رئال مادرید به ثمر برساند. وی با گلی که در فوریه سال ۲۰۰۹ به ثمر رساند، توانست به رکورد طولانی بیشترین گل زده رئال، توسط اسطوره باشگاه رئال مادرید، یعنی آلفردو دی استفانو برسد و خودش را ۳۲۳ گله کرد (البته بعدها کریستیانو رونالدو رکورد او را شکست). وی همچنین با ۲۲۷ گلِ زده، سومین گلزن تاریخ لالیگا محسوب می‌شود. رائول همچنین با زدن ۲۲۷ گل در لالیگا برای رئال مادرید، بهترین گلزن تاریخ رئال مادرید از این نظر هم می‌باشد.

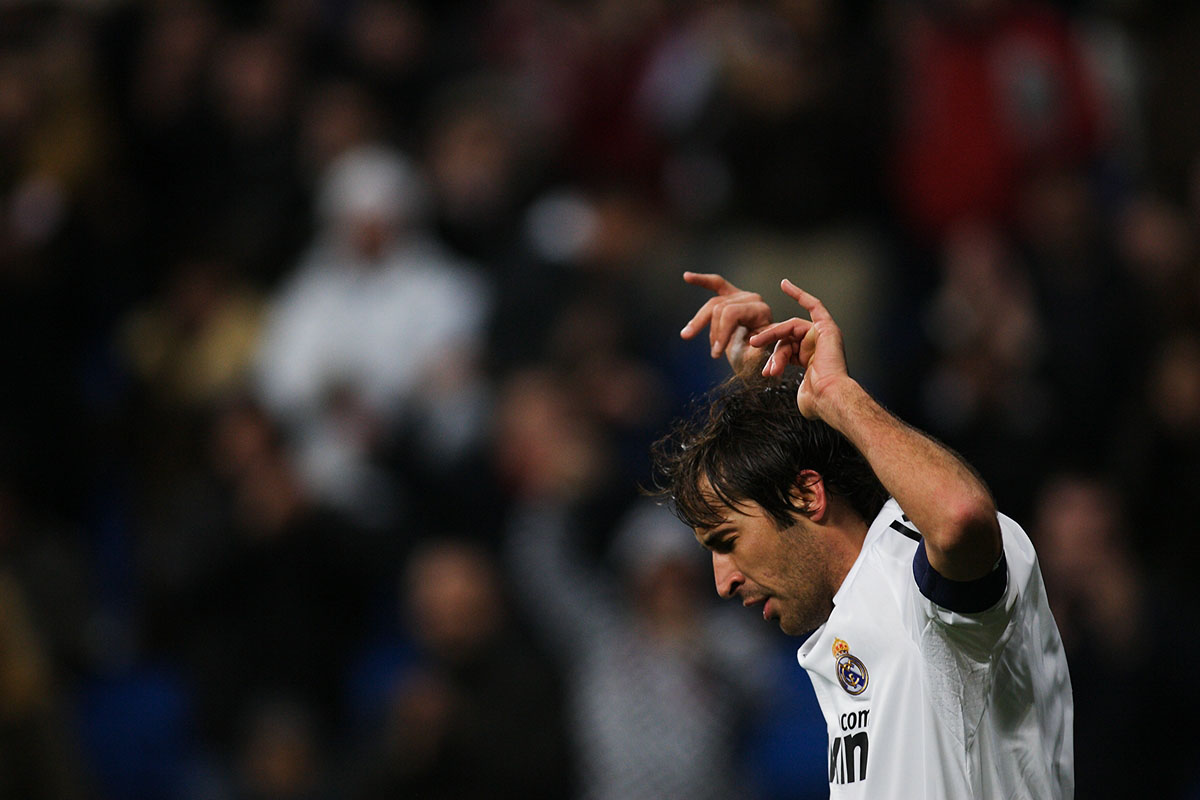
خوشحالی پس از گل رائول

رائول به همراه دیگر بازیکن با سابقه تیم رئال، یعنی ایکر کاسیاس، در سال ۲۰۰۸ قراردادی با رئال مادرید بست که بر اساس آن، در هر لیگی که رائول بیش از ۳۰ بازی انجام دهد، قراردادش برای فصل بعد به صورت خودکار تمدید می‌شود. در سپتامبر ۲۰۰۹، رائول توانست به رکورد بیشترین بازی برای رئال مادرید برسد و اکنون در تمام لالیگا، تنها آندونی زوبیزارتا را بالاتر از خود می‌بیند.

### شالکه۰۴ آلمان
و سرانجام پس از ۱۶ سال، رائول در تاریخ ۲۸ ژوئیه ۲۰۱۰، از رئال مادرید جدا شد و با عقد قرار دادی ۲ ساله به تیم آلمانی شالکه ۰۴ پیوست تا فصلی جدید از زندگی باشگاهی خود را رقم بزند. جدایی رائول از رئال مادرید، یکی از آن دسته اخباری بود که تعداد زیادی از افراد سرشناس را به واکنش و اظهار نظر وادار کرد. تا جایی که حتی پادشاهی اسپانیانیز شخصاً از رائول برای تلاشش در فوتبال اسپانیا، تقدیر کرد. فلیکس ماگات، سرمربی تیم شالکه نیز خبر قرارداد رائول با شالکه را، خبری بسیار عالی برای این تیم قلمداد کرد.
رائول توانست در دومین بازی خود با لباس باشگاه جدیدش، در یک بازی دوستانه در برابر تیم بایرن مونیخ، ۲ گل بزند تا یک شروع رؤیایی در تیم جدیدش داشته باشد.

## تیم ملی
رائول بازی‌های ملی خود را از رده‌های پایین تیم ملی شروع کرد و در جام جهانی نوجوانان حضور پیدا کرد. وی با زدن ۴۴ گل در ۱۰۲ مسابقه، بهترین گلزن تاریخ اسپانیا بعد از داوید ویا می‌باشد. وی همچنین دارای بیشترین بازی ملی نیز می‌باشد. رائول برای یورو ۱۹۹۶ انتخاب نشد و برای اولین بازی ملیش، مجبور بود تا بازی برابر جمهوری چک صبر کند. وی ۳ جام جهانی (۹۸، ۲۰۰۲ و ۲۰۰۶) و دو جام ملت‌های اروپا (۲۰۰۰ و ۲۰۰۴) را تجربه کرده و در هر کدام حداقل ۱ گل را به ثمر رسانده‌است. پس از بازنشستگی فرناندو هیرو از تیم ملی، رائول بازوبند کاپیتانی تیم ملی اسپانیا را بر بازو بست. اما رائول از سپتامبر ۲۰۰۶ به بعد به تیم ملی دعوت نشد و نتوانست در تیم ملی بازی کند. آراگونس مربی وقت تیم ملی اسپانیا در یورو ۲۰۰۸ که تیم ملی اسپانیا موفق شد بعد از ۴۴ سال قهرمان شود، به جای رائول از فرناندو تورس و داوید ویا استفاده کرد و در جام جهانی ۲۰۱۰ آفریقای جنوبی نیز، این‌بار ویسنته دل بوسکه، رائول را به تیم ملی دعوت نکرد تا رائول هیچ قهرمانی را در تیم ملی تجربه نکرده باشد. بعد از رائول، کاپیتانی تیم ملی نیز به ایکر کاسیاس دروازه‌بان این تیم رسید.
رائول موفق به انجام دو هت تریک در تیم ملی کشورش شده‌است. اولی برمیگردد به سال ۱۹۹۹ که تیم ملی اسپانیا موفق شد با ۹ گل تیم اتریش را در هم بشکند و دومین هتریک هم تنها ۴ روز بعد اتفاق افتاد و در بازی برابر تیم سن مارینو.

## زندگی شخصی
رائول همواره بعد از زدن گل، حلقه ازدواجش را به نشانهٔ علاقه به همسرش می‌بوسید. همسری که رائول را صاحب ۴ فرزند پسر و یک دختر کرده‌است. او نام پسران خود را از روی قهرمانان ورزشی خود انتخاب کرده‌است. خورخه را به افتخار خورخه والدانو، هوگو را به افتخار هوگو سانچز و نام دوقلوهای خود را به افتخار هکتور ریال و لوتار ماتئوس، هکتور و لوتار گذاشته‌است. نام دخترش نیز ماریا است.
رائول به مطالعه به‌خصوص نوشته‌های آرتورو پرز علاقه دارد. همچنین وی گفته به موسیقی اسپانیایی علاقهٔ زیادی دارد.
در دوران بازی‌اش هواداران رئال مادرید به او القاب «کاپیتان» و «فرشته مادرید» را داده بودند.

## خداحافظی
او در روز ۱۶ نوامبر سال ۲۰۱۵ میلادی آخرین بازی خود را در باشگاه فوتبال نیویورک کاسموس انجام داد و برای همیشه از دنیای فوتبال خداحافظی کرد.

## وضعیت گلزنی در باشگاه

### وضعیت در تیم رئال مادرید
| باشگاهی | باشگاهی     | باشگاهی | لیگ  | لیگ | جام        | جام        | قاره  | قاره  | مجموع | مجموع |
| فصل     | باشگاه      | لیگ     | بازی | گل  | بازی       | گل         | بازی  | گل‌    | بازی  | گل‌    |
| اسپانیا | اسپانیا     | اسپانیا | لیگ  | لیگ | کوپا دل ری | کوپا دل ری | اروپا | اروپا | مجموع | مجموع |
| ------- | ----------- | ------- | ---- | --- | ---------- | ---------- | ----- | ----- | ----- | ----- |
| ۱۹۹۴–۹۵ | رئال مادرید | لالیگا  | ۲۸   | ۹   | ۲          | ۱          | -     | -     | ۳۰    | ۱۰    |
| ۱۹۹۵–۹۶ | رئال مادرید | لالیگا  | ۴۰   | ۱۹  | ۲          | ۰          | ۸     | ۶     | ۵۰    | ۲۵    |
| ۱۹۹۶–۹۷ | رئال مادرید | لالیگا  | ۴۲   | ۲۱  | ۵          | ۱          | -     | -     | ۴۷    | ۲۲    |
| ۱۹۹۷–۹۸ | رئال مادرید | لالیگا  | ۳۵   | ۱۰  | ۱          | ۰          | ۱۲    | ۲     | ۴۸    | ۱۲    |
| ۱۹۹۸–۹۹ | رئال مادرید | لالیگا  | ۳۷   | ۲۵  | ۲          | ۰          | ۸     | ۳     | ۴۷    | ۲۸    |
| ۱۹۹۹–۰۰ | رئال مادرید | لالیگا  | ۳۴   | ۱۷  | ۴          | ۱          | ۱۶    | ۱۰    | ۵۴    | ۲۸    |
| ۲۰۰۰–۰۱ | رئال مادرید | لالیگا  | ۳۶   | ۲۴  | ۰          | ۰          | ۱۲    | ۷     | ۴۸    | ۳۱    |
| ۲۰۰۱–۰۲ | رئال مادرید | لالیگا  | ۳۵   | ۱۴  | ۶          | ۶          | ۱۳    | ۶     | ۵۴    | ۲۶    |
| ۲۰۰۲–۰۳ | رئال مادرید | لالیگا  | ۳۱   | ۱۶  | ۲          | ۰          | ۱۲    | ۹     | ۴۵    | ۲۵    |
| ۲۰۰۳–۰۴ | رئال مادرید | لالیگا  | ۳۵   | ۱۱  | ۷          | ۶          | ۹     | ۲     | ۵۱    | ۱۹    |
| ۲۰۰۴–۰۵ | رئال مادرید | لالیگا  | ۳۲   | ۹   | ۱          | ۰          | ۱۰    | ۴     | ۴۳    | ۱۳    |
| ۲۰۰۵–۰۶ | رئال مادرید | لالیگا  | ۲۷   | ۵   | ۰          | ۰          | ۶     | ۲     | ۳۳    | ۷     |
| ۲۰۰۶–۰۷ | رئال مادرید | لالیگا  | ۳۴   | ۷   | ۱          | ۰          | ۷     | ۵     | ۴۲    | ۱۲    |
| ۲۰۰۷–۰۸ | رئال مادرید | لالیگا  | ۳۷   | ۱۸  | ۱          | ۰          | ۸     | ۵     | ۴۶    | ۲۳    |
| ۲۰۰۸–۰۹ | رئال مادرید | لالیگا  | ۳۷   | ۱۸  | ۱          | ۳          | ۷     | ۳     | ۴۵    | ۲۴    |
| ۲۰۰۹–۱۰ | رئال مادرید | لالیگا  | ۳۰   | ۵   | ۲          | ۰          | ۷     | ۲     | ۳۹    | ۷     |
| مجموع   | مجموع       | مجموع   | ۵۵۰  | ۲۲۸ | ۳۷         | ۱۸         | ۱۳۵   | ۶۶    | ۷۲۳   | ۳۲۴   |

## افتخارات

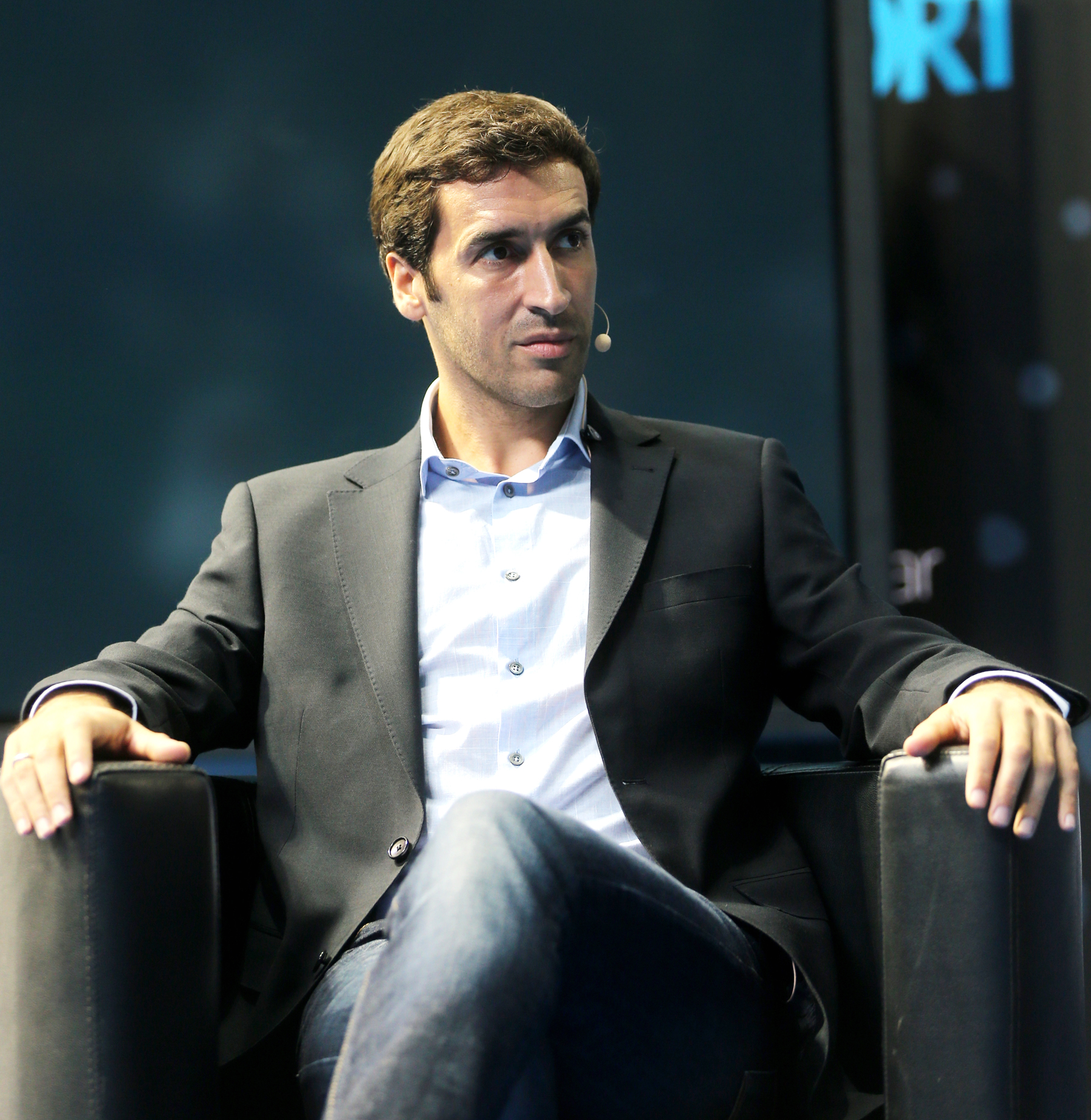
رائول در یک کنفرانس ورزشی، آگوست ۲۰۱۲

### رئال مادرید
- لالیگا: ۶ بار | ۱۹۹۴-۹۵ - ۱۹۹۶-۹۷ - ۲۰۰۰-۰۱ - ۲۰۰۲-۰۳ - ۲۰۰۶-۰۷ - ۲۰۰۷-۰۸
- سوپر کاپ اسپانیا: ۴ بار | ۱۹۹۷ - ۲۰۰۱ - ۲۰۰۳ - ۲۰۰۸
- لیگ قهرمانان اروپا: ۳ بار | ۰۲-۲۰۰۱ - ۰۰-۱۹۹۹ - ۹۸-۱۹۹۷
- سوپر کاپ اروپا: ۱ بار | ۲۰۰۲
- جام باشگاه‌های جهان: ۲ بار | ۲۰۰۲–۱۹۹۸
- دارای ۳۲۲ گل زده رسمی
- دارای ۷۲۹ بازی رسمی

### تیم ملی
- دومین گلزن برتر

### فردی
- جایزه دون بالون: ۱ بار | ۱۹۹۵
- جایزه فدراسیون بین‌المللی تاریخ و آمار فوتبال: ۱ بار | ۱۹۹۹
- جایزه پیچیچی: ۲ بار | ۲۰۰۱–۱۹۹۹
- جایزه دون بالون بهترین بازیکن اسپانیا: ۵ بار | ۰۲-۲۰۰۱ - ۰۱-۲۰۰۰ - ۰۰-۱۹۹۹ - ۹۹-۱۹۹۸ - ۹۷-۱۹۹۶
- جایزه آلفردو دی استفانو: ۱ بار | ۲۰۰۸
- بازیکن برتر فیفا ۱۰۰
- جایزه مدال طلا مادرید: ۱ بار | ۲۰۰۹
- جایزه پای طلایی: ۱ بار | ۲۰۰۹
- جایزه مارکا لیندا: ۱ بار | ۲۰۰۹
- بهترین گلزن لیگ قهرمانان اروپا: ۲ بار | ۲۰۰۱-۲۰۰۰ - ۰۰-۱۹۹۹
- بهترین مهاجم لیگ قهرمانان اروپا: ۳ بار | ۰۲-۲۰۰۱ - ۰۱-۲۰۰۰ - ۰۰-۱۹۹۹
- بازیکن سال فوتبال جهان: ۱ بار | نفر سوم سال ۲۰۰۱
- جایزه بهترین بازیکن سال اروپا: ۱ بار | نفر دوم ۲۰۰۱
- بهترین مهاجم باشگاهی: ۳ بار | ۰۲-۲۰۰۱ - ۰۱-۲۰۰۰ - ۰۰-۱۹۹۹
- تیم منتخب جام ملت‌های اروپا: ۱ بار | ۲۰۰۰